# Błękitniczek purpurowy
Błękitniczek purpurowy (Cyanerpes caeruleus) – gatunek małego ptaka z podrodziny cukrowników (Dacninae) w rodzinie tanagrowatych (Thraupidae). Zamieszkuje Amerykę Południową oraz wschodnią Panamę (Ameryka Centralna). Nie jest zagrożony wyginięciem.

## Taksonomia
Takson ten zgodnie z zasadami nazewnictwa binominalnego opisał Karol Linneusz w 10. edycji Systema Naturae opublikowanej w 1758 roku; autor nadał gatunkowi nazwę Certhia caerulea, a jako miejsce typowe wskazał Surinam. Linneusz swój krótki opis opracował w oparciu o publikację George’a Edwardsa z 1743 roku, który opisał i zilustrował tego ptaka pod zwyczajową angielską nazwą The Blue Creeper. Obecnie gatunek ten umieszczany jest w rodzaju Cyanerpes. Wyróżnia się pięć podgatunków: C. c. chocoanus, C. c. caeruleus, C. c. hellmayri, C. c. longirostris, C. c. microrhynchus. Czasem za podgatunek błękitniczka purpurowego uznawano błękitniczka lśniącego (Cyanerpes lucidus).

## Występowanie
Błękitniczek purpurowy występuje na terenach Ameryki Południowej oraz wschodniej Panamy. Zazwyczaj występuje do 800 m n.p.m., w niektórych rejonach wyżej, a najwyżej stwierdzono go w Kolumbii – na 2300 m n.p.m. Poszczególne podgatunki zamieszkują:
- C. c. chocoanus – wschodnia Panama do zachodniego Ekwadoru,
- C. c. caeruleus – środkowa Kolumbia, Wenezuela, przez region Gujana do północno-środkowej Brazylii,
- C. c. hellmayri – Potaro-Siparuni (Gujana),
- C. c. longirostris – Trynidad,
- C. c. microrhynchus – zachodnia i środkowa Amazonia.

## Morfologia
Ptak małej wielkości, osiąga długość ciała około 10 cm i masę 7,8–14 g.
Posiada zakrzywiony czarny dziób. Samiec posiada lśniące, indygowe upierzenie w odcieniu fioletu. Posiada wąską, czarną maskę, czarną plamkę na podgardlu (śliniak) i czarne skrzydła. Nogi żółte. Samica posiada zielone upierzenie, żółto prążkowane na spodzie ciała.

## Ekologia i zachowanie
Błękitniczka purpurowego można znaleźć w lasach i ogrodach, na kwitnących drzewach.
Gatunek wszystkożerny, odżywia się jagodami, owadami, pająkami i nektarem kwiatów drzew. Wąski dziób umożliwia błękitniczkowi purpurowemu nie tylko sięgać do wnętrza kwiatów, ale także żerować na strąkach i sięgać po uciekające i chowające się bezkręgowce.
Para uwija gniazdo w kształcie czarki, wykonane z materiału roślinnego, w którym samica składa 2 białe jaja z czekoladowymi plamkami. Karmieniem piskląt zajmują się oboje rodzice.

## Status
Międzynarodowa Unia Ochrony Przyrody (IUCN) uznaje błękitniczka purpurowego za gatunek najmniejszej troski (LC – Least Concern) nieprzerwanie od 1988 roku. W 1996 roku ptak ten opisany został jako pospolity. W 2019 roku organizacja Partners in Flight szacowała, że liczebność światowej populacji mieści się w przedziale 5–50 milionów dorosłych osobników, a trend liczebności jest lekko spadkowy.